# Móng cọp vàng
Móng cọp vàng, còn gọi là Thiên hài hay hàm cọp, tên khoa học: Thunbergia mysorensis; là một loài thực vật có hoa trong họ Ô rô (Acanthaceae). Loài này được Robert Wight mô tả khoa học đầu tiên năm 1845 với danh pháp Hexacentris mysorensis. Sau đó, năm 1867 T. Anderson chuyển nó sang chi Thunbergia.

## Mô tả
Cây có nguồn gốc từ Ấn Độ. Cây có dạng dây leo thân gỗ cành nhánh buôn rũ, có thể leo đến độ cao 6 m. Lá hình hình mũi mác, dài khoảng từ 12 – 20 cm, phiến lá nhẵn bóng, thường có màu xanh thẫm, mép khía gai. Hoa mọc thành chùm dài buông thõng xuống. Hoa nở không đều, hoa lớn nở trước ở trên cùng, hoa nhỏ và nụ xếp theo thứ tự nhỏ dần từ trên xuống dưới. bông hoa có năm cánh lớn màu đỏ rực rỡ lòng trong có màu vàng, 5 cánh này bẻ quặc ra đằng sau chỉ để lộ phần cánh màu vàng khiến hoa trông giống như chiếc hài (nên gọi là Thiên hài) hay hàm cọp đang mở rộng. Hoa ra từ mùa xuân đến mùa thu. Quả dạng quả nang. Cây thích hợp với khí hậu ôn đới, trồng giàu dinh dưỡng...

## Hình ảnh

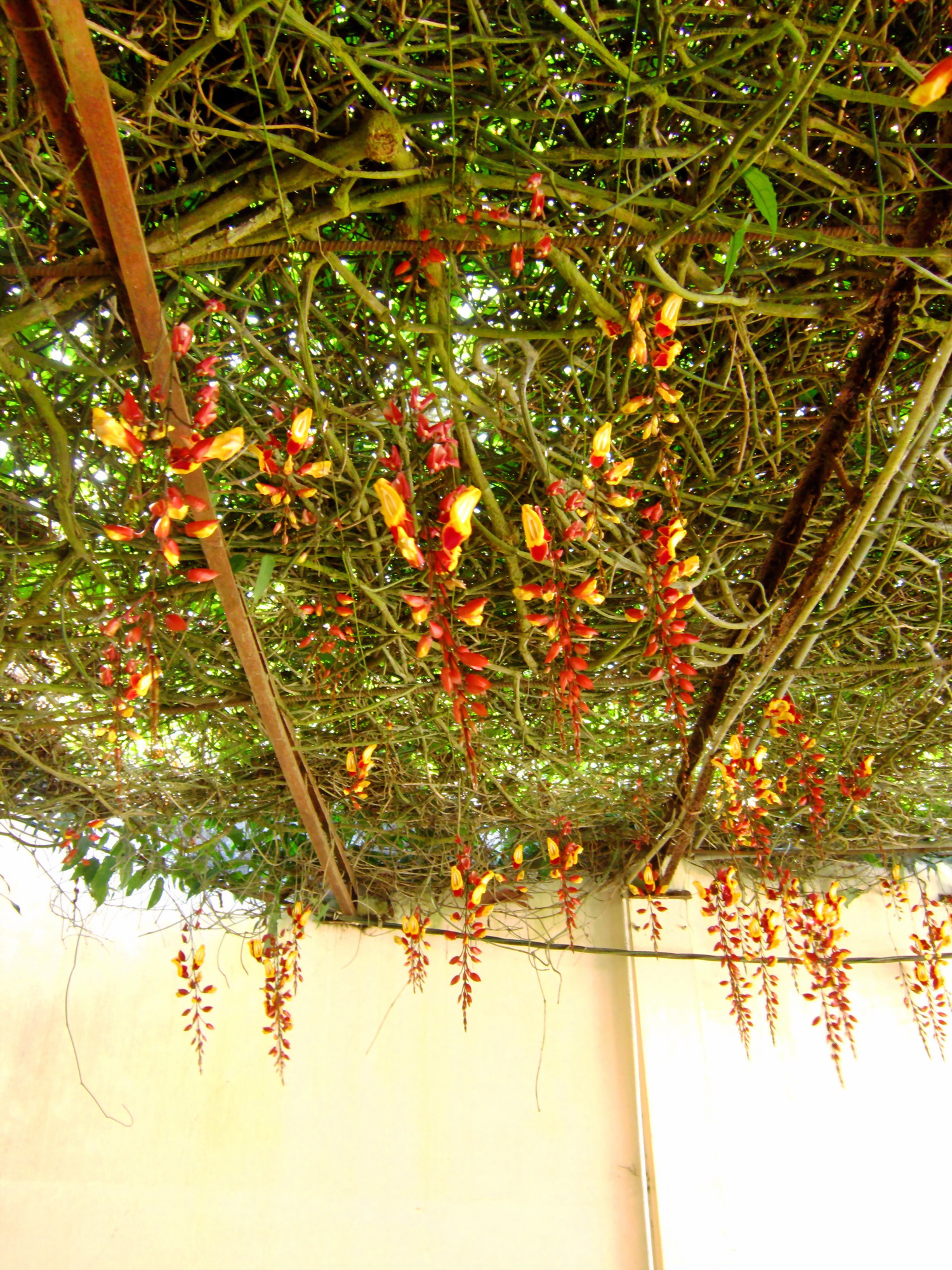
Một giàn hoa móng cọp vàng ở chùa Vạn Linh trên núi Cấm
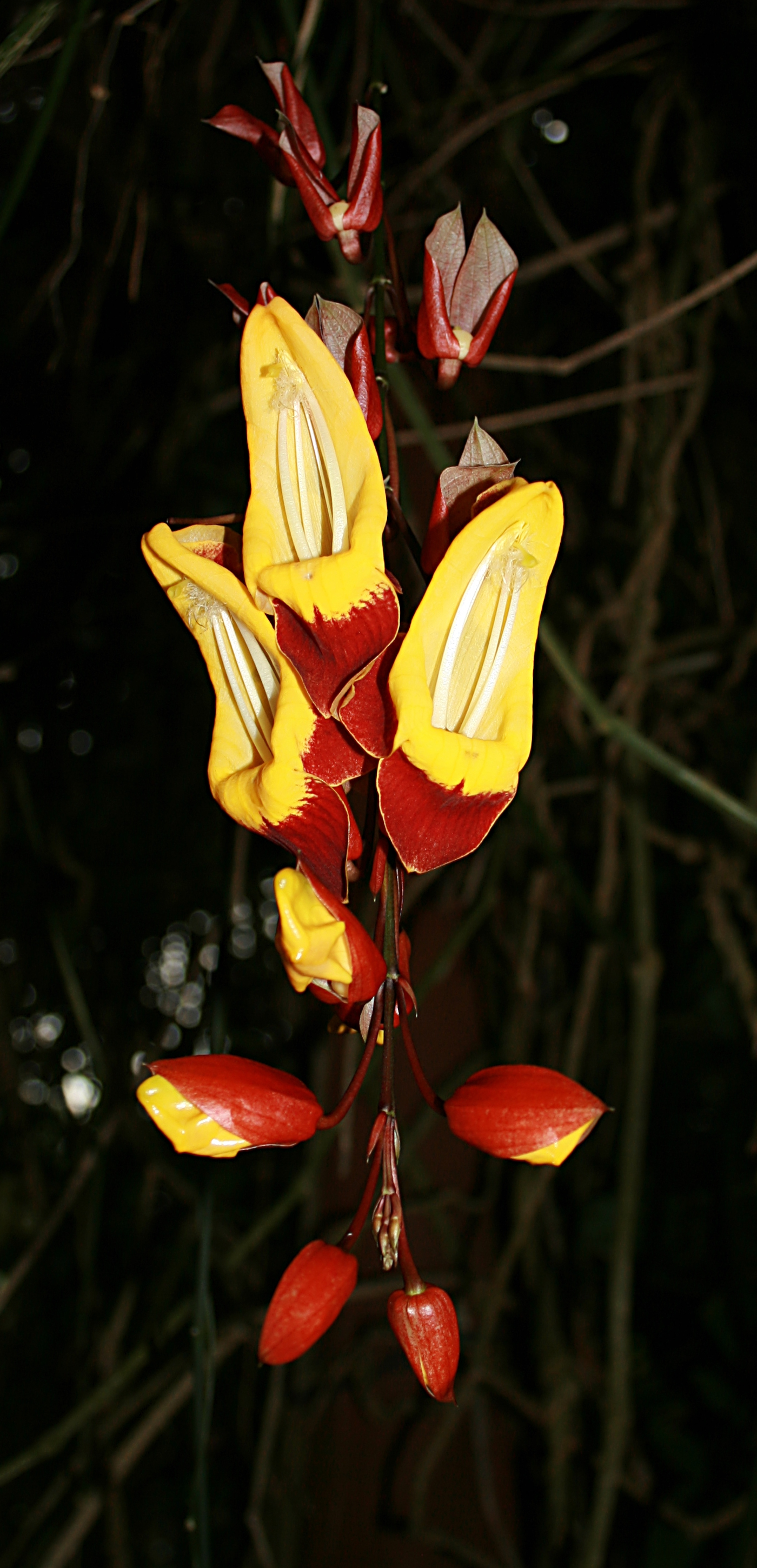
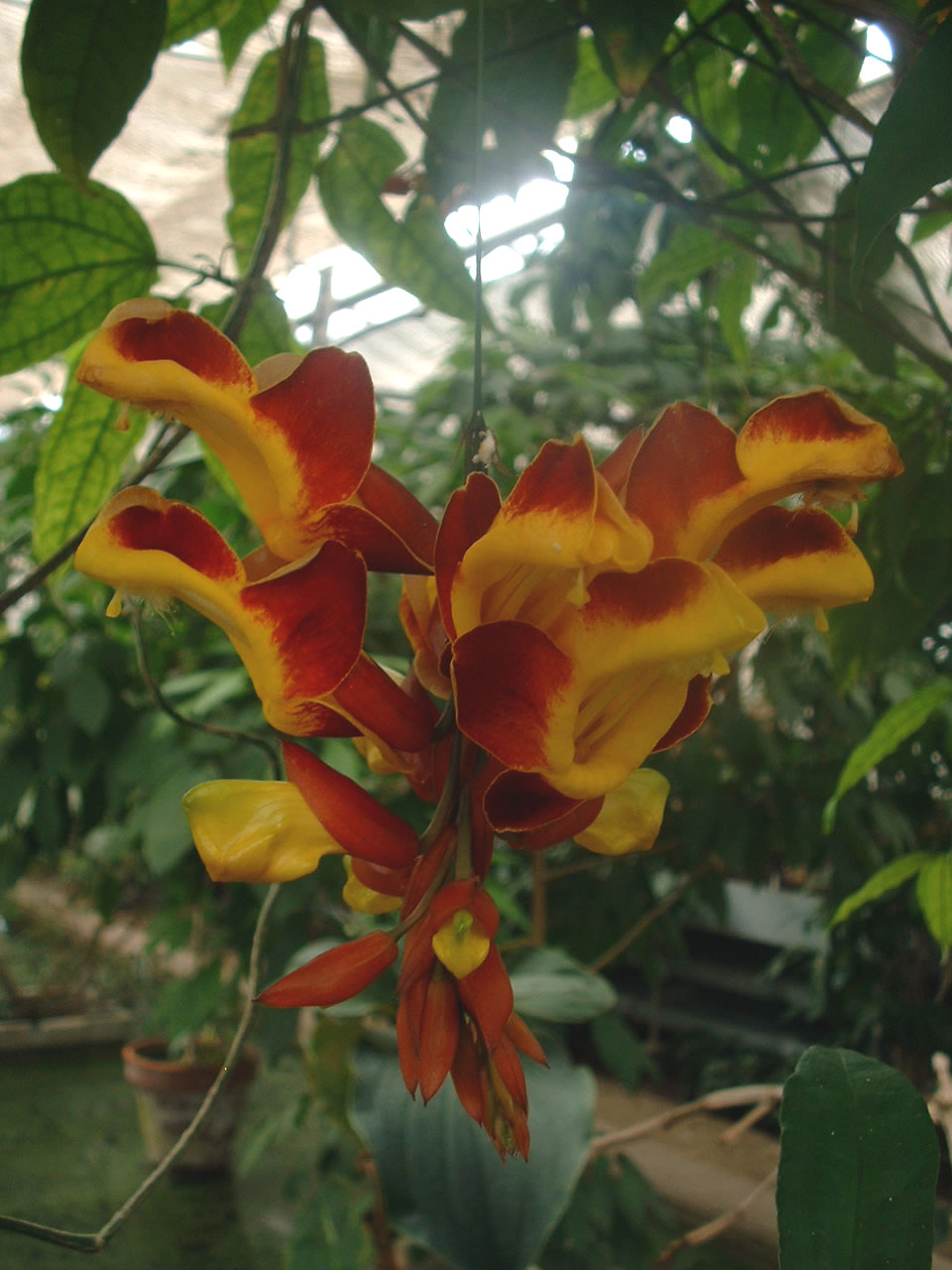
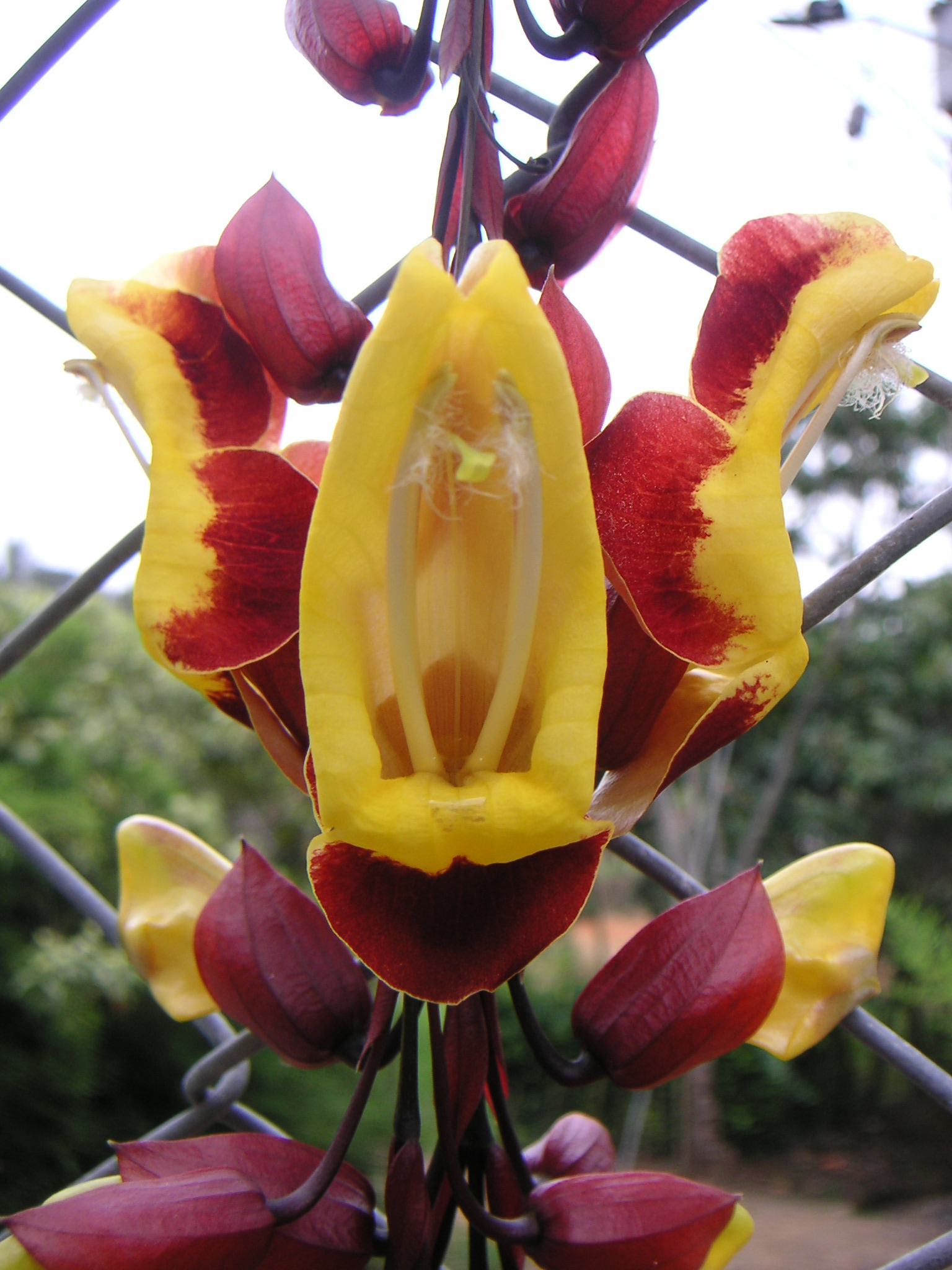
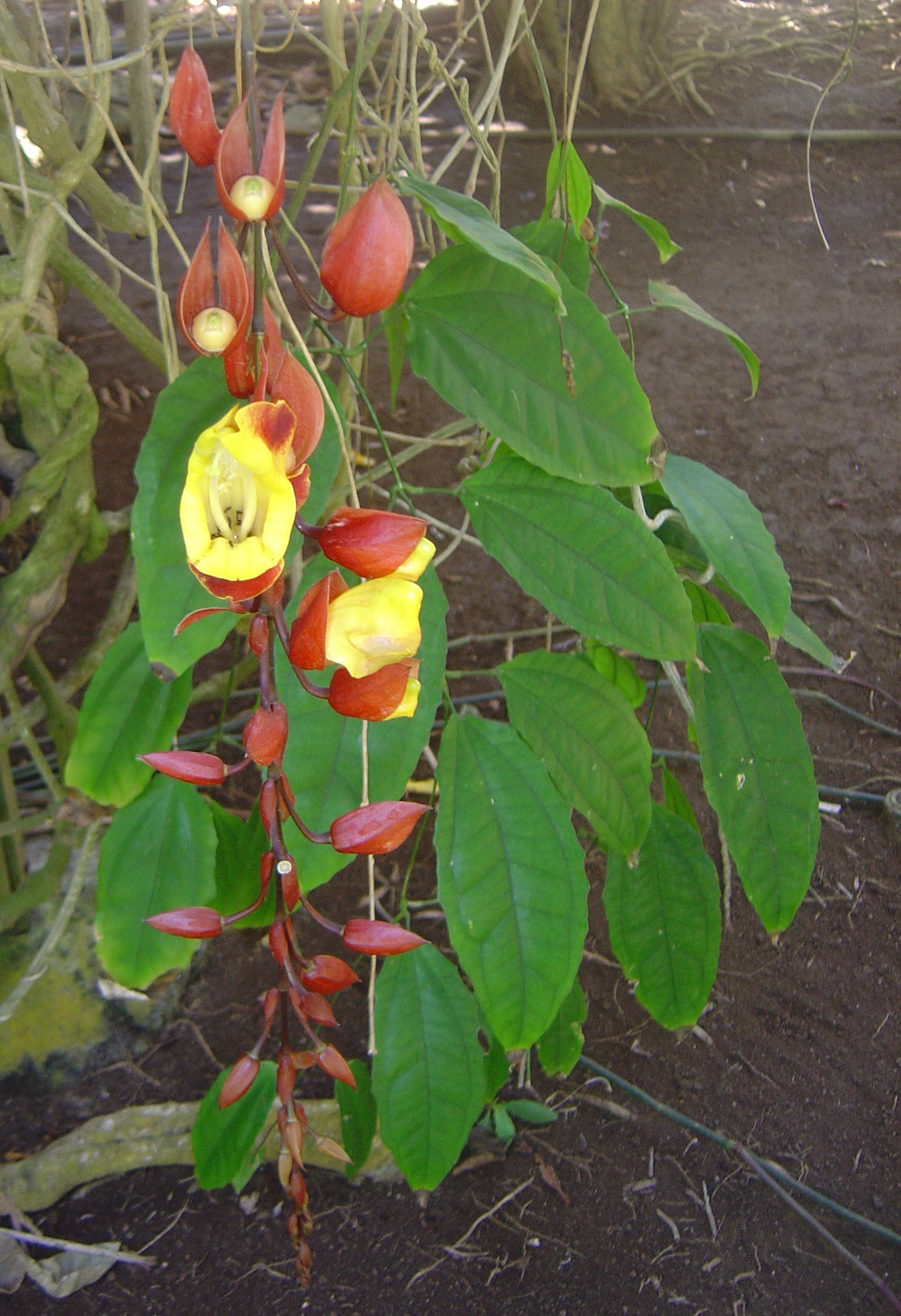